# Kānī Gowhar
Kānī Gowhar (persiska: کانی گوهر, Kanī Gowhar) är en ort i Iran.   Den ligger i provinsen Kermanshah, i den nordvästra delen av landet, 500 km väster om huvudstaden Teheran. Kānī Gowhar ligger 1 431 meter över havet och antalet invånare är 140.
Terrängen runt Kānī Gowhar är kuperad, och sluttar norrut.Runt Kānī Gowhar är det ganska tätbefolkat, med 72 invånare per kvadratkilometer. Närmaste större samhälle är Javānrūd, 8,0 km öster om Kānī Gowhar. Omgivningarna runt Kānī Gowhar är i huvudsak ett öppet busklandskap.